# Kardinalska imenovanja pape Inocenta IX.
Papa Inocent IX. za vrijeme svoga pontifikata (1591.) održao je 1 konzistorij na kojemu je imenovao 2 kardinala.

## Konzistorij 18. prosinca 1591. (I.)
1. Filippo Sega, biskup Piacenze
2. Giovanni Antonio Facchinetti de Nuce, mlađi, pranećak Njegove Svetosti